# Hačiman
V japonski veri je Jahata (八幡神, starodavna šintoistična izgovorjava), prej v šintoizmu in pozneje splošno znana kot Hačiman (八幡神, japonska budistična izgovorjava), sinkretično božanstvo lokostrelstva in vojne, ki vključuje elemente iz šintoizma in budizma.
V šintoistični veri je smrtnik po rojstvu cesar Odžin (応神天皇, Ōdžin Tenō), ki je vladal v 3.–4. stoletja in sin cesarice Džingū (神功皇后, Džingū-kōgō), pozneje pobožanstven in legenda ga identificira kot Jahata-no-kami, kar pomeni »Kami osmih praporov«, ki se nanaša na osem nebeških praporov, ki so naznanjali rojstvo božanskega in pobožanstvenega cesarja, in se imenuje tudi Hondavake (誉田別命). Njegov glasnik je golob, ki simbolizira lok in puščico, ki ju najdemo na samurajskih praporih, povezanih z njim, kjer se imenuje Jumija Hačiman (弓矢八幡).
Že od antičnih časov so kmetje častili Hačimana kot boga poljedelstva in ribičev, ki so upali, da jim bo napolnil mreže z veliko ribami.
V času samurajev so bili potomci obeh samurajskih klanov, Seiva Gendži (清和源氏 Seiva Gen-dži, linija klana Minamoto, potomec cesarja Seica) in Kanmu Taira (桓武平氏 Kanmu Taira'u-dži/ Hei- ši/Hei-dži, linija klana Taira, ki izvira iz cesarja Kanmuja) je častila Hačimana, od koder se je tradicija razširila po vsej državi, kjer samurajski klani (武家 buke v japonščini) častijo Hačimana kot svoje cenjeno božanstvo. Njegove druge vloge vključujejo določanje usode samuraja, bodisi v uspehu ali neuspehu v bitki, ki nadzoruje in varuje borilne veščine, tudi kot božanstvo, ki varuje zmago vojske.
Čeprav ga pogosto imenujejo bog vojne, je bolj strogo opredeljen kot skrbniški bog bojevnikov. Je tudi božanski zaščitnik Japonske, japonskega ljudstva in cesarske hiše.